# Liste der Ehrenbürger von Münster
Die Stadt Münster hat folgenden Personen das Ehrenbürgerrecht verliehen. Auflistung chronologisch nach Verleihung:

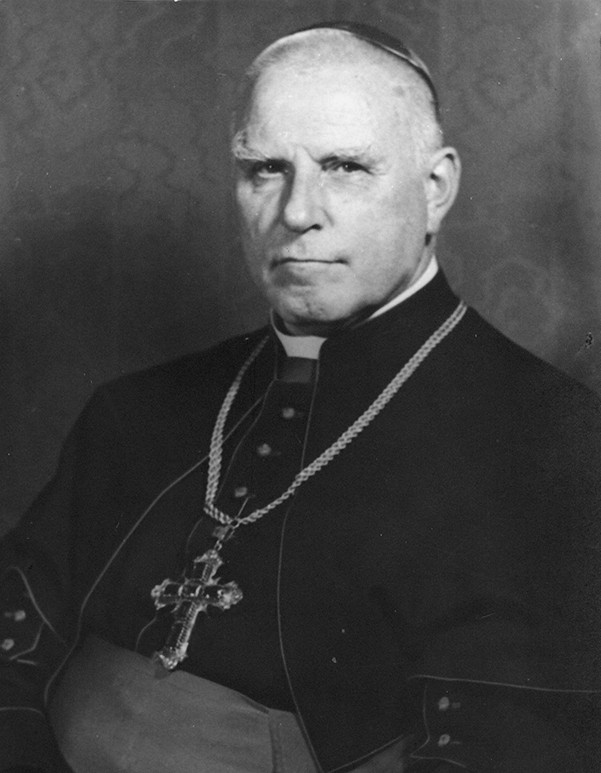
Clemens August Kardinal Graf von Galen

- 1836: Franz Xaver Albert Vahlkampf, Vizepräsident der Regierung in Münster
- 1845: Andreas Caspar Giese, Generalkonsul
- 1850: Wilhelm Achtermann, Bildhauer
- 1857: Paulus Melchers, Bischof und Kardinal
- 1863: Wilhelm Salzenberg, Geheimer Oberbaurat
- 1864: Wilhelm von und zur Mühlen, Geheimer Oberjustizrat
- 1871: Anton Carl Welter, Geheimer Oberjustizrat und Vizepräsident des Appellationsgerichts Paderborn
- 1891: Hermann Josef Kappen, Stadtdechant
- 1897: Clemens Heereman von Zuydwyck, Reichstags- und Landtagsabgeordneter
- 1905: Adolf Kleimann, Gärtnereibesitzer
- 1906: Friedrich Althoff, Ministerialdirektor
- 1906: Konrad von Studt, Staatsminister
- 1914: Johann Wilhelm Hittorf, Universitätsprofessor und Geheimer Regierungsrat
- 1915: Alexander von Kluck, Generaloberst
- 1924: Ludwig Robert, Kaufmann und Stadtrat
- 1932: Heinrich Brüning, Reichskanzler 1930–32
- 1933: Paul von Hindenburg, Generalfeldmarschall und Reichspräsident
- 1933: Adolf Hitler, Diktator während der Zeit des Nationalsozialismus (aberkannt 1945)
- 1938: Alfred Rosenberg, Ideologe und Politiker des Nationalsozialismus (aberkannt 1945)
- 1946: Clemens August Graf von Galen, Bischof und Kardinal
- 1973: Heinrich Austermann, Oberstadtdirektor
- 1986: Reiner Klimke, Rechtsanwalt und Notar, Olympiasieger und Weltmeister im Dressurreiten